# Molekulární tah
Molekulární tah (angl. molecular drive) je jedním z typů evolučního tahu. Pomocí tohoto mechanismu se v genofondu šíří úseky tzv. sobecké DNA. (Nezaměňovat s pojmem Sobecký gen!) Molekulární tah vzniká jako důsledek procesů odpovědných za šíření a vývoj jednotlivých variant repetitivní DNA v genomu a v genofondu populace. Za hlavního objevitele tohoto mechanismu je považován britský genetik Gabriel A. Dover.
Předpokládá se, že nejdůležitějším důsledkem působení molekulárního tahu je to, že jím vyvolané změny v genomu postihují současně mnoho jedinců v populaci. Procesy způsobené molekulárním tahem se proto někdy označují pojmem synchronizovaná evoluce.
Od genetického driftu se molekulární tah liší zejména tím, že jím vyvolané změny frekvence alel nejsou náhodné co do svého směru. Na rozdíl od selekce se jeho působením mohou měnit frekvence alel, které nutně nemusí mít dopad na fenotyp jedince. Dalším rozdílem oproti selekci je schopnost molekulárního tahu fixovat i alely, které mají nulový nebo dokonce i negativní dopad na biologickou zdatnost jedince.

## Mechanismy
Jde především o mechanismy související s replikací, rekombinací a reparací nukleových kyselin. Patří mezi ně například:
- Genová konverze (přeměna jedné alely podle alely jiné)
- Transpozice (přenos úseku DNA sekvence na jiné místo v genomu)
- Nerovnoměrný crossing-over
- Sklouznutí nukleotidového řetězce či DNA polymerázy